# Felix Sunzu
Felix Mumba Sunzu (n. 2 de mayo de 1989 en Chingola (Zambia)) es un futbolista que juega en la posición de delantero del Simba SC (Tanzania) de la Liga tanzana de fútbol.

## Carrera
Sunzu inició su carrera como juvenile en el Afrisport F.C y pasó en el 2005 al Konkola Blades. Luego de un año en el equipo juvenil en el 2007 pasó al equipo mayor. En su primera temporada con el Konkola Blades jugó 25 partidos anotando 15 gole para luego, ese mismo año, pasar a préstamo al AS La Marsa de Túnez, jugando 16 partidos y anotando en dos ocasiones. En junio de 2008 retornó al Konkola Blades saliendo en septiembre de 2008 a préstamo al  LB Châteauroux de la Ligue 2 por un año. En julio de 2009 fue nuevamente a préstamo al AS Marsa  participando en solo dos partidos.

## Carrera internacional
Jugó su primer partido para Zambia en 2008 frente a Ghana. Sunzu debutó el 28 de enero de 2009 en la Copa Africana de Naciones frente a Camerún habiendo jugado a la fecha 11 partidos y anotado 7 goles.

## Vida personal
Felix es el hermano mayor de Stophira Sunzu y el hijo del exarquero de los  Konkola Blades Felix Sunzu Sr.

## Trayectoria
| Club                      | País    | Año       |
| ------------------------- | ------- | --------- |
| Konkola Blades            | Zambia  | 2007      |
| AS La Marsa (préstamo)    | Túnez   | 2007-2008 |
| LB Châteauroux (préstamo) | Francia | 2008-2009 |
| AS La Marsa (préstamo)    | Túnez   | 2009      |

## Honores
- Juegos Panafricanos de 2007

## Goles internacionales
| # | Fecha                   | Estadio       | Oponente | Marcador | Resultado | Competencia      |
| - | ----------------------- | ------------- | -------- | -------- | --------- | ---------------- |
| 1 | 28 de noviembre de 2009 | Nairobi       | Kenia    | 2-0      | Triunfo   | Copa CECAFA 2009 |
| 2 | 3 de diciembre de 2010  | Dar es Salaam | Somalia  | 0-6      | Triunfo   | Copa CECAFA 2010 |
| 3 | 3 de diciembre de 2010  | Dar es Salaam | Somalia  | 0-6      | Triunfo   | Copa CECAFA 2010 |
| 4 | 3 de diciembre de 2010  | Dar es Salaam | Somalia  | 0-6      | Triunfo   | Copa CECAFA 2010 |
| 5 | 3 de diciembre de 2010  | Dar es Salaam | Somalia  | 0-6      | Triunfo   | Copa CECAFA 2010 |
| 6 | 7 de diciembre de 2010  | Dar es Salaam | Etiopía  | 1-2      | Triunfo   | Copa CECAFA 2010 |